# Las Gardenias (Metro de Lima y Callao)
Las Gardenias es el nombre asignado a la antepenúltima futura estación de la línea 3 del Metro de Lima y Callao en Perú. Será construida de manera subterránea en el distrito de Santiago de Surco.